# Luigi Arcovito
Luigi Arcovito, född den 29 maj 1766 i Reggio di Calabria, död den 19 mars 1834 i Reggio Calabria, var en italiensk sjömilitär som tjänade i Svenska flottan under Gustav III:s ryska krig 1788–1790.

## Biografi
Arcovito föddes 1766 i Reggio di Calabria i södra Italien. År 1784 anlände han till Stockholm, där han utbildade sig inom artilleriet, och han fick genom Gustav III:s försorg en officersfullmakt att verka som fänrik inom flottan. Som sådan deltog han i Gustav III:s ryska krig, där han särskilt utmärkte sig under räden mot Baltischport den 17 mars 1790. Efter denna strid befordrades han till löjtnant. Han återvände till Italien 1792.
Han var en av dem som den 21 januari 1799 utropade den Parthenopeiska republiken, vilken var en klientstat till den Första franska republiken. Den nya staten existerade bara under sex månader, innan Kungariket Neapel återupprättades den 13 juni 1799.
Han dog i Reggio Calabria den 19 mars 1834.